# 巴布亞新幾內亞奧林匹克委員會
巴布亞新畿內亞奧林匹克委員會（Papua New Guinea Sports Federation and Olympic Committee）。該組織成立於1973年，是巴布亞新畿內亞的國家奧林匹克委員會。1976年，首次派員參加在加拿大蒙特利爾舉行的夏季奧運會。
現時，巴布亞新畿內亞奧林匹克委員會的總部設在莫士比港，主席是Sir John Dawanincura。

## 資料來源
1. ↑  .   [2014-03-15]. （原始内容存档于2009-02-20）.